# 王开文
王开文（1955年9月—），北京人，中华人民共和国外交官。

## 生平
1976年，进入中华人民共和国外交部工作，先后在驻苏联大使馆、外交部苏联东欧司、外交部办公厅、外交部欧亚司任职。1994年，任驻拉脱维亚大使馆参赞。1995年，任驻哈萨克斯坦大使馆参赞。1997年，任外交部欧亚司副司长。2000年4月，出任中华人民共和国驻拉脱维亚大使。2003年，挂职内蒙古自治区商务厅副厅长。2005年1月，出任中华人民共和国驻格鲁吉亚大使。2009年3月，出任中华人民共和国驻吉尔吉斯斯坦大使。2013年2月，自驻吉尔吉斯斯坦大使离任。2015年，任上海合作组织秘书处副秘书长。

## 荣誉

### 勋章奖章
- 三等三星勋章（拉脱维亚，2004年10月16日批准，2005年5月3日于里加颁授[5]）